# Szakács Ferenc (jégkorongozó)
Szakács Ferenc (Csíkszereda, 1964. október 2. –) magyar jégkorongozó, edző.
Magyarországi jégkorongos pályafutását 1990-ben a Népstadion SZE csapatában kezdte, ahol két évig játszott, majd tíz évig az UTE csapat tagja volt. Már aktív évei alatt gyermekeket edzett, miután szakmai képesítést szerzett.

## Munkássága
Szakács Ferenc Marosvásárhelyen kezdte jégkorongos pályafutását, a helyi Elektromaros csapatánál, majd a forradalom után Budapesten telepedett le. Hosszú éveken át volt az Újpest játékosa. Már aktív sportolóként belekóstolt az edzősködésbe, a lila-fehérek és a Fradi korosztályos csapatainál. Mivel okleveles edzői képesítést is szerzett, így a magyar junior válogatottat is irányíthatta két világbajnokságon. 
Dolgozott még Angliában a Milton Keynes és a szerb Crvena Zvezdánál. Innen „igazolt át” Dunaújvárosba, ahol az utánpótlás-igazgató szerepét töltötte be, valamint az Acélbikák osztrák indulása miatt a második számú csapat vezetőedzői posztját is megkapta. Ebben az időszakban a neves svéd mestertől, Stephan Lundhtól is tanulhatott. Nem okozott csalódást, hiszen a DAB, miközben helytállt az osztrák második vonalban, a MOL Ligában sem adta alább, az alapszakaszban a Csíkszeredával azonos pontszámmal végeztek az élen. 
Innen tért vissza a Ferencvároshoz, ahol a kicsikkel (U12, U14) végzett munkájára sem lehet panasz, az előkészítő korosztályban a hazai és a nemzetközi mezőnyben is bizonyítottak tanítványai. Vaskezű tréner. 2014 októberében a Ferencváros vezetősége ideiglenesen kinevezte a felnőtt csapat élére. 2018-ig másodedzőként tevékenykedett Greg Lundqvist svéd vezetőedző mellett.